# Legion of Merit
Legion of Merit (deutsch „Legion des Verdienstes“) ist eine hohe Auszeichnung der US-Streitkräfte, die auch an ausländische Offiziere und Persönlichkeiten des öffentlichen Lebens verliehen wird. Für In- und Ausländer sind unterschiedliche Trageweisen üblich.

## Geschichte
Die Legion of Merit wurde am 20. Juli 1942 durch den Kongress der Vereinigten Staaten gestiftet.

## Verleihung an Inländer
US-amerikanische Orden und Ehrenzeichen werden normalerweise, abweichend von europäischen Üblichkeiten, nur in einer Stufe verliehen. Wird die Legion of Merit an US-amerikanische Soldaten verliehen, erfolgt die Verleihung in der Grundstufe (Legionnaire). Nicht unüblich ist hingegen im System der US-amerikanischen Auszeichnungen die mehrfache Verleihung einer Medaille oder eines Ehrenzeichens an US-amerikanische Soldaten, was (die Vorschriften der Teilstreitkräfte variieren hier) durch bronzene, silberne oder goldene Eichenlaubapplikationen („Oak Leaf Clusters“) oder Sterne („Award Stars“) auf der Bandschnalle bzw. auf dem Ordensband angezeigt wird.
Mitarbeiter der Uniformed Services of the United States können den Orden für außerordentlich verdienstvolles Verhalten,  hervorragende Leistungen und Erfolge bei der Durchführung ihrer Arbeit erhalten.
Die acht uniformierten Dienste der Vereinigten Staaten, deren Mitarbeiter die Legion of Merit  bekommen können:
1. United States Army
2. United States Marine Corps
3. United States Navy
4. United States Air Force
5. United States Coast Guard
6. United States Public Health Service
7. National Oceanic and Atmospheric Administration
8. United States Space Force

## Verleihung an Ausländer

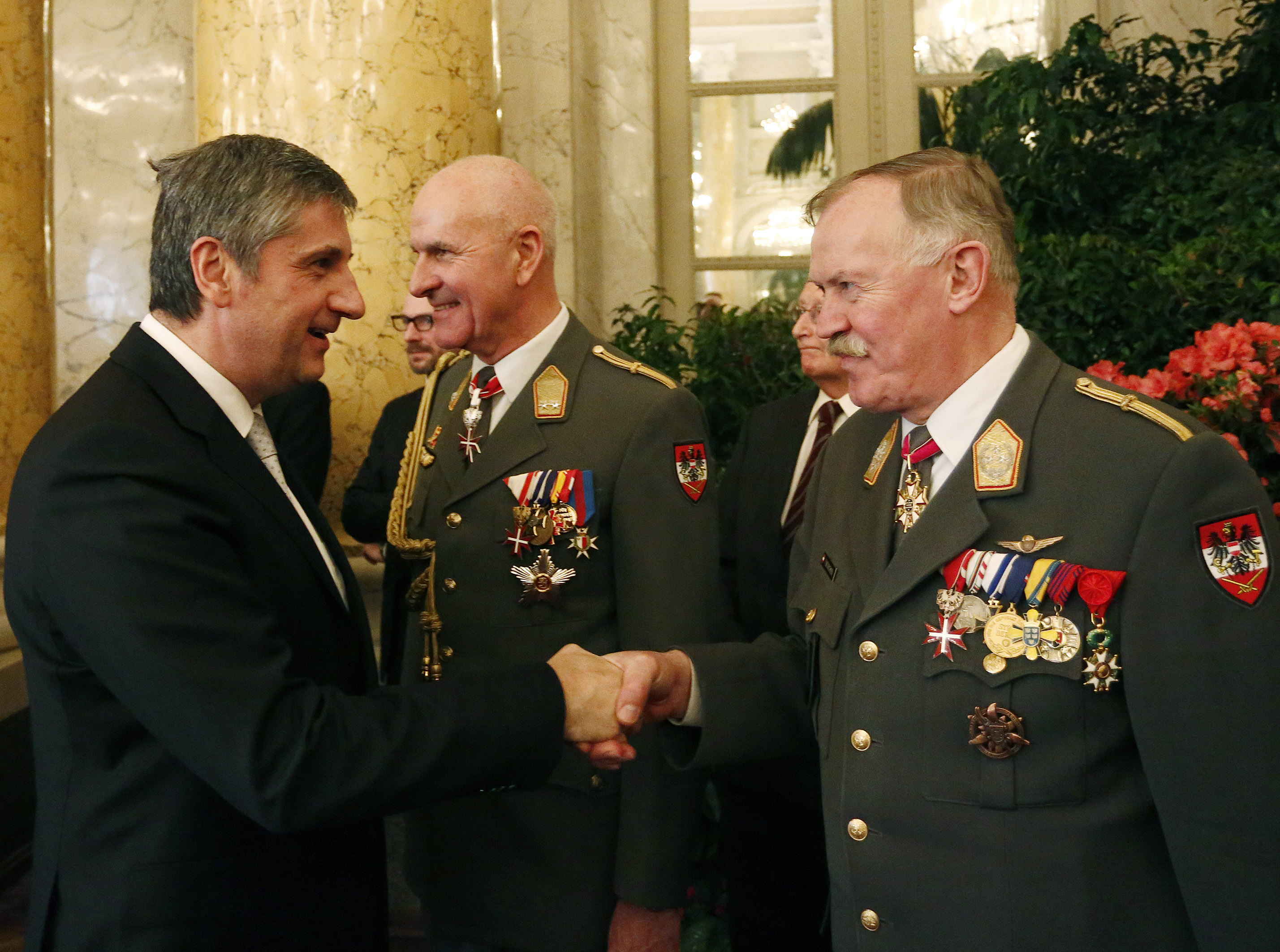
General Edmund Entacher beim Neujahrsempfang des diplomatischen Corps 2013 mit dem Commander der Legion of Merit als Halsorden

Wird die Legion of Merit an Soldaten ausländischer Streitkräfte oder an Regierungsmitglieder und Beamte ausländischer Staaten vergeben, kann er als einziger US-amerikanischer Orden in verschiedenen Stufen (Legionnaire, Officer, Commander, Chief Commander) verliehen werden.
In der Stufe Commander ist die Legion of Merit neben der Medal of Honor der einzige militärische Orden der Vereinigten Staaten, der als Halsorden getragen wird.

## Aussehen

### Insignien

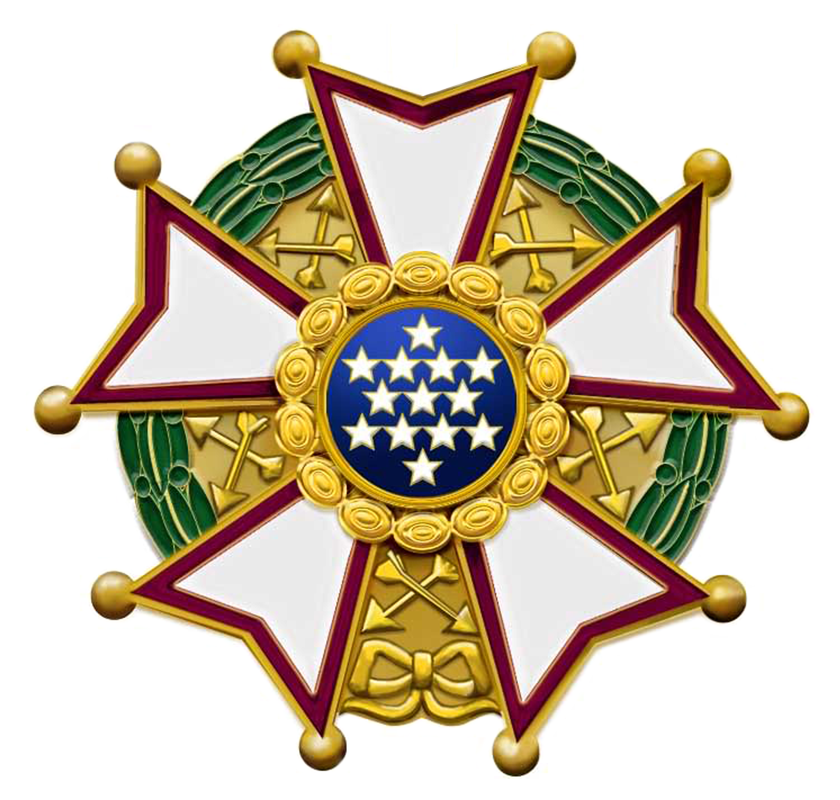
Chief Commander
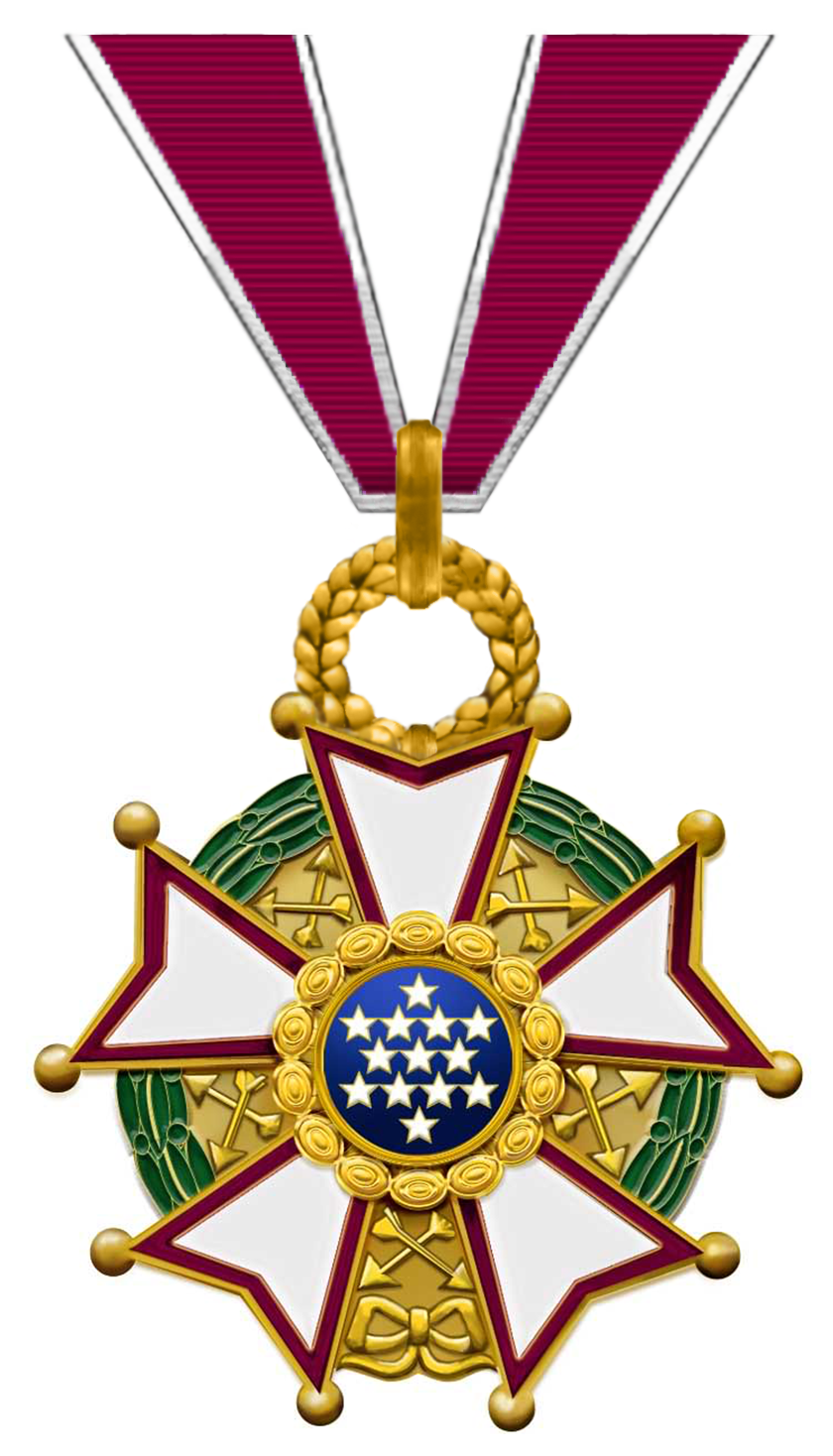
Commander
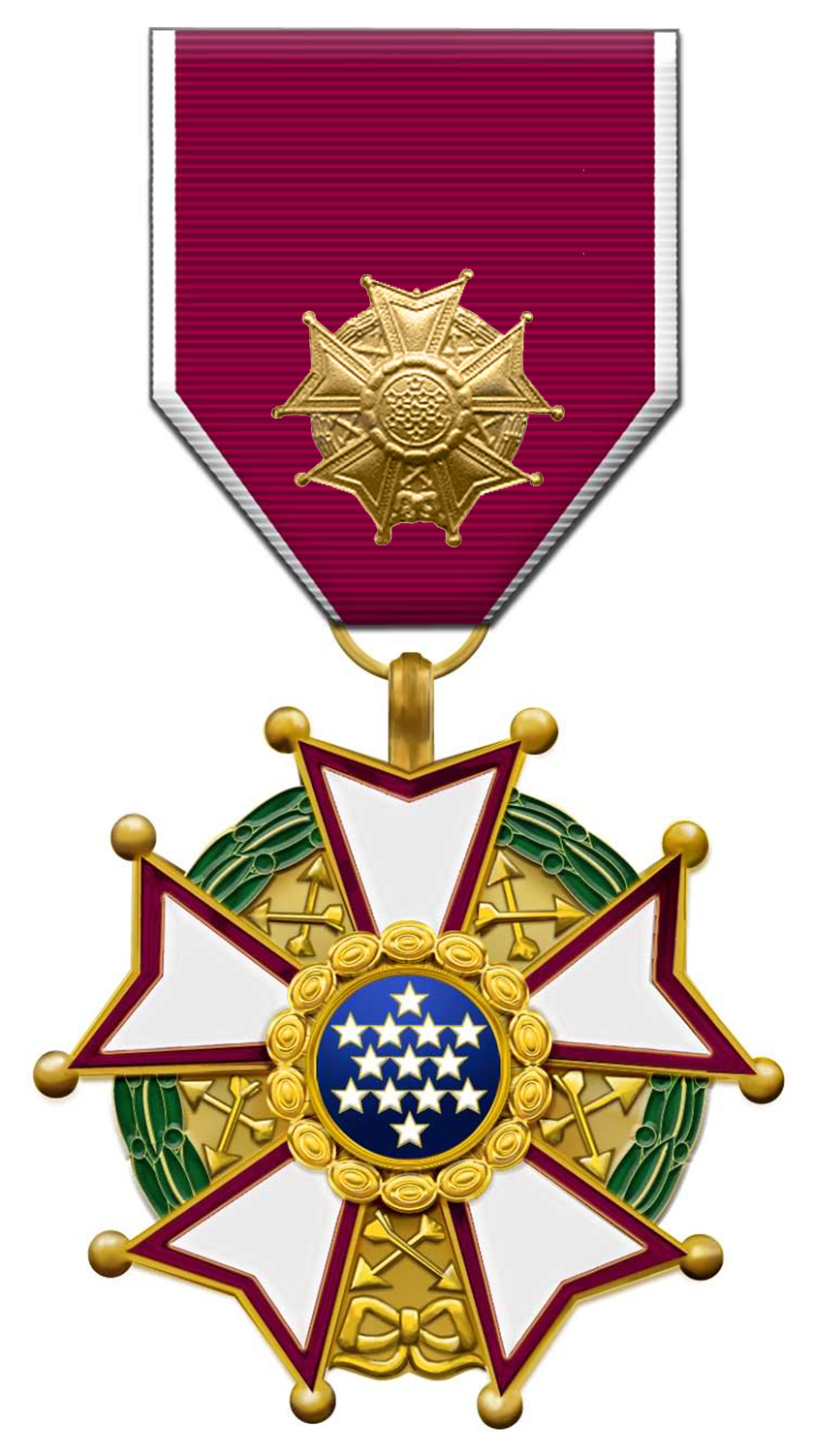
Officer
Legionnaire

### Bandschnallen

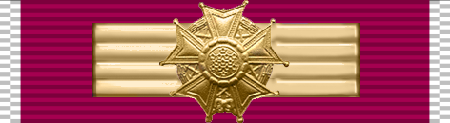
Bandschnalle Chief Commander
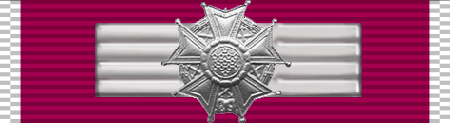
Bandschnalle Commander
Bandschnalle Officer
Bandschnalle Legionnaire